# Geckoella
Geckoella, es un género de reptiles escamosos pertenecientes a la familia Gekkonidae. Se encuentran en el subcontinente Indio. 

## Especies
Listadas alfabéticamente:
- Geckoella albofasciatus (Boulenger, 1885)
- Geckoella collegalensis (Beddome, 1870)
- Geckoella deccanensis (Günther, 1864)
- Geckoella jeyporensis (Beddome, 1878)
- Geckoella nebulosus (Beddome, 1870)
- Geckoella triedrus (Günther, 1864)
- Geckoella yakhuna (Deraniyagala, 1945)